# Messier 90
A Messier 90 (más néven M90, vagy NGC 4569) egy Seyfert 2 típusú spirálgalaxis a Virgo (Szűz) csillagképben.

## Felfedezése
Az M90 galaxist Charles Messier francia csillagász fedezte fel, majd katalogizálta 1781. március 18-án.

## Tudományos adatok
Az M90 a Virgo galaxishalmaz tagja. A galaxis 235 km/s sebességgel közeledik felénk. A Halton Arp által készített Különleges galaxisok atlasza a 76-os számmal tartalmazza az M90-et, mint egy spirálgalaxist, ami nagy felületi fényességű kísérővel rendelkezik (IC 3583).